# Eugenia calophylloides
Eugenia calophylloides är en myrtenväxtart som beskrevs av Dc.. Eugenia calophylloides ingår i släktet Eugenia och familjen myrtenväxter. Inga underarter finns listade i Catalogue of Life.